# Phengaris nausithous
La hormiguera oscura (Phengaris nausithous) es una especie de lepidóptero de la familia Lycaenidae, que figura en el libro Rojo de especies protegidas de la UICN.

## Descripción
Es un licénido de gran tamaño, con una envergadura alar entre 30 y 36 mm. El macho tiene el anverso de las alas de color azul oscuro, con máculas negras, y el reverso marrón claro con puntos negros. Las hembras tiene el anverso marrón oscuro y el reverso parecido al macho.

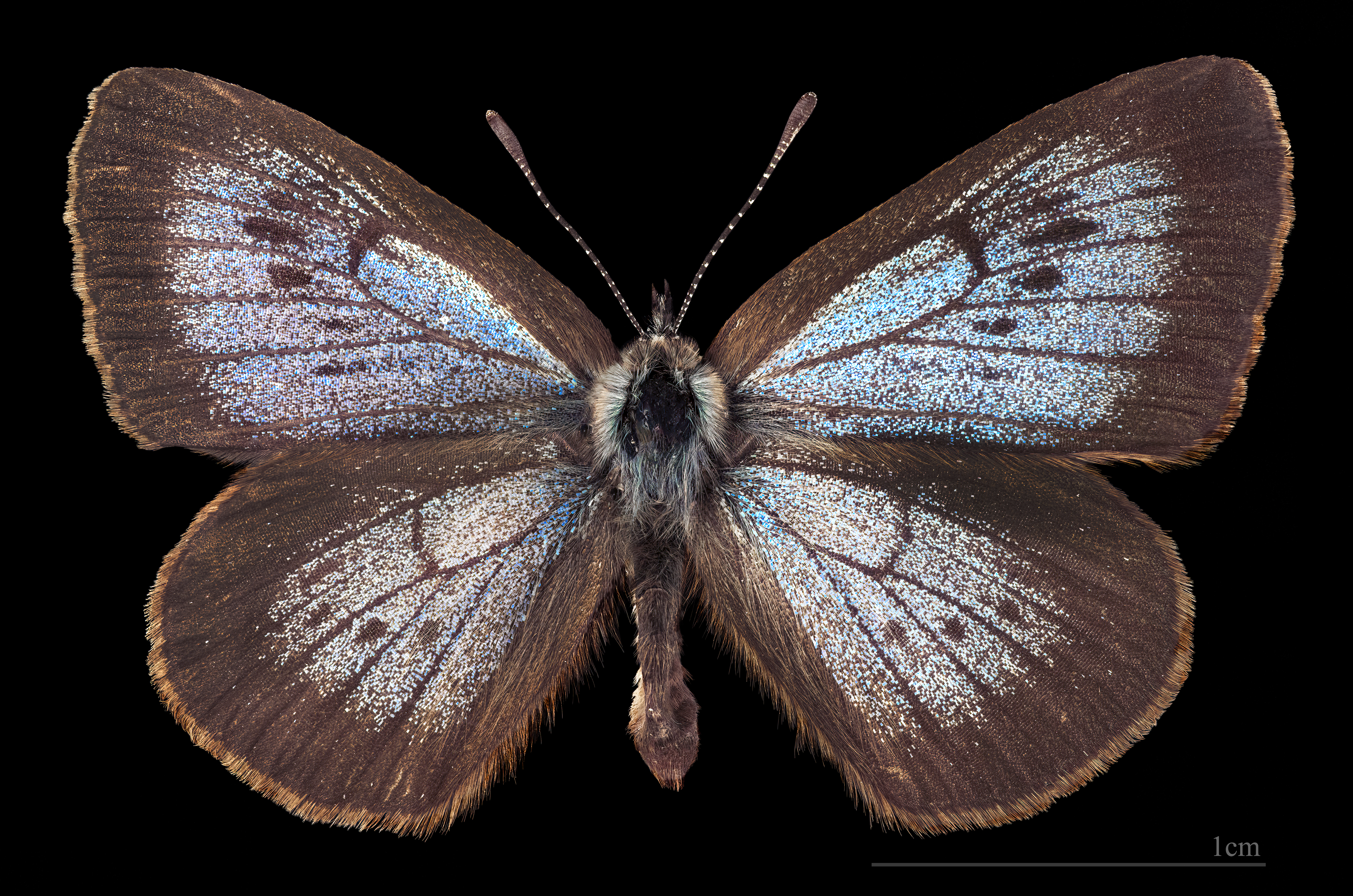
Phengaris nausithous ♂
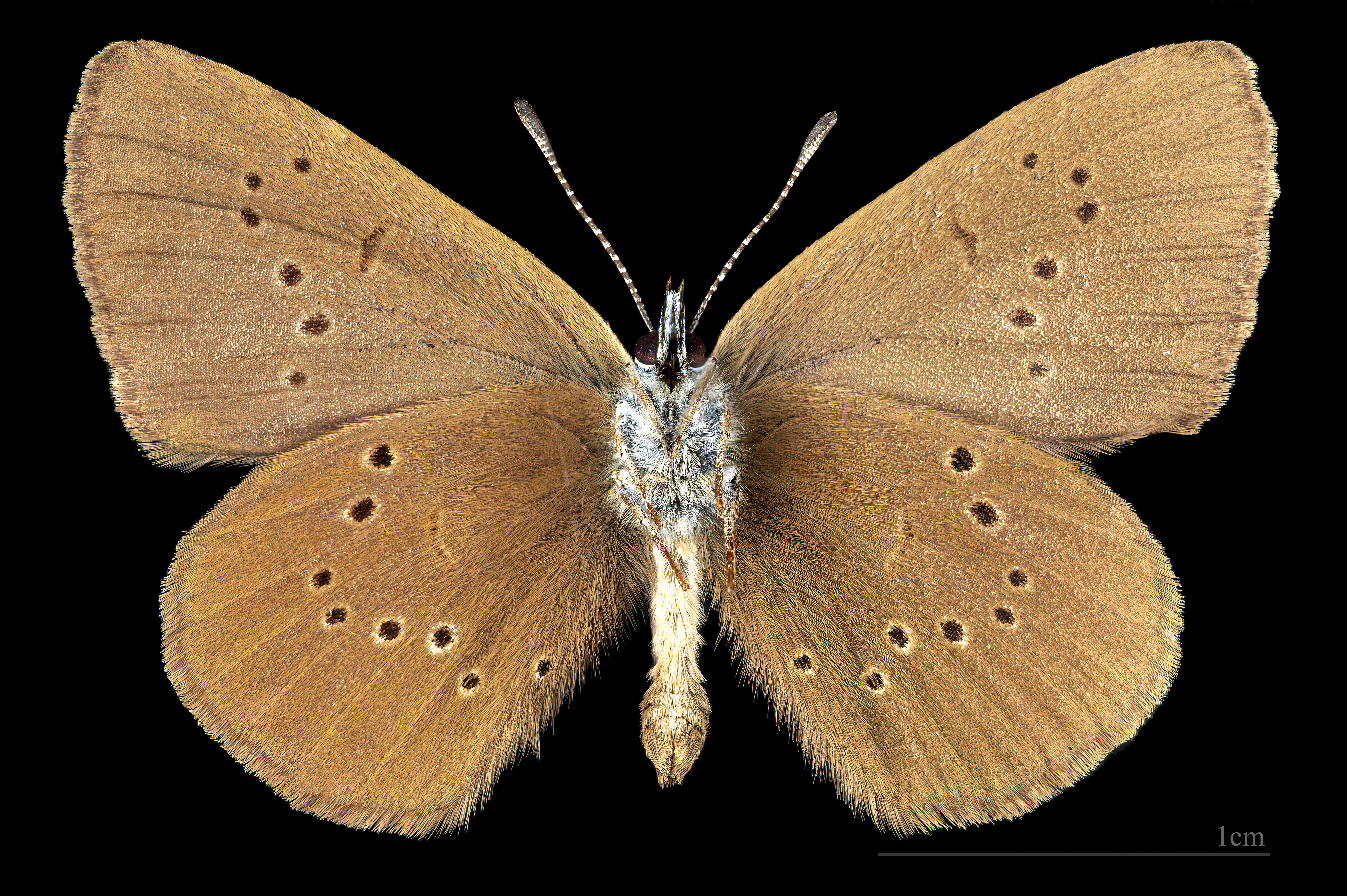
Phengaris nausithous ♂  △

## Hábitat
Vive en prados muy húmedos donde vive la planta Sanguisorba officinalis de la que se alimenta y la hormiga a la que está asociada. Habita entre los 1200 y los 1500 m s. n. m. y vuela desde finales de junio a agosto.

## Biología
Periodo de vuelo e hibernación
Hiberna en estado de larva. Las orugas son atendidas por hormigas Myrmica rubra y Myrmica scabrinodis. Vuela en una generación, de mediados de junio a mediados de agosto.